# Fernando Figueroa
Fernando Figueroa (4 mars 1849 - 16 juin 1919) est un homme politique et militaire salvadorien. Il est président du Salvador du 1er mars 1907 au 1er mars 1911. Il est le dernier d'une série de dirigeants militaires, qui sont à la tête du pays depuis les années 1880. 
Il a six enfants ; deux de ses petits-enfants ont joué plus tard un rôle politique important au Salvador. Fabio Castillo Figueroa (en) est l'un des leaders de la junte militaire qui gouverne en 1960, et Alfredo Avila Figueroa est le plus jeune maire de la ville de San Salvador puis gouverneur de la province de San Salvador. 